# Woodrow Wilson
Woodrow Wilson, fulde fødselsnavn Thomas Woodrow Wilson (født 28. december 1856, død 3. februar 1924), var en amerikansk akademiker og politiker, som var USA's 28. præsident i perioden fra 1913 – 1921. Han var medlem af Det Demokratiske Parti og var i perioden inden sin præsidentperiode, fra 1911 til 1913, guvernør for delstaten New Jersey.
Wilson modtog i 1886 en doktorgrad (i USA: en Ph.D) i statskundskab og historie fra Johns Hopkins University og underviste efterfølgende på forskellige universiteter, inden han i 1890 blev fastansat som professor på Princeton University. Her blev Wilson hurtigt en populær skikkelse hvilket bl.a. resulterede i, at han blev det bedst betalte fakultetsmedlem. Wilson blev senere, i 1902, udpeget som præsident for Princeton University, hvilket var en position han beholdte frem til 1910.
Wilson blev valgt som den demokratiske præsidentkandidat ved det demokratiske partikonvent i 1912 og vandt senere det amerikanske præsidentvalg 1912. Wilsons valgsejr i 1912 kan tilskrives en splittelse i Det Republikanske Parti, hvor den siddende republikanske præsident, William Howard Taft, mødte modstand fra den tidligere republikanske præsident Theodore Roosevelt. Denne splittelse resulterede i, at Roosevelt dannede sit eget parti — Det Progressive Parti — som ved præsidentvalget i 1912 splittede de republikanske stemmer, således Roosevelt fik knap 28% stemmerne, mens Taft fik ca. 23% af stemmerne. Wilson modtog selv knap 42% af stemmerne ved præsidentvalget, men modtog hele 435 valgmandsstemmer som følge af Roosevelt og Tafts rivalisering og splittelse af de republikanske stemmer.
Wilson blev genvalgt ved det amerikanske præsidentvalget i 1916, hvor han knebent slog den republikanske modkandidat, Charles Evans Hughes. Wilson så her en fremgang i andelen af vælgerstemmer, idet han modtog ca. 49% af stemmerne. Men denne fremgang resulterede kun i 277 valgmandstemmerne mod Charles' 254 valgmandstemmer.
I sin første tid som præsident fik Wilson indførte en række omsiggribende reformer, herunder en nedsættelse af tolden, ny antitrustlovgivning (Clayton Antitrust Act) og en bankreform der bl.a. etablerede USA's centralbank (FED) og lån til landbruget.
Wilson præsidentperiode var endvidere en periode, der var præget af en stor tilbagegang i racelighed i USA. Således indførte Wilson blandt andet segregation i hans administration og det føderale bureaukrati, ligesom Wilsons præsidentperiode (1913-1921), var den værste periode i USA med hensyn til racebaseret vold siden tiden omkring Den Amerikanske Borgerkrig.
Wilsons udenrigspolitik blev kendt som Wilsonianism. Til trods for at Wilson i forbindelse med sit genvalg i 1916 havde lovet, at han ikke ville involvere USA i første verdenskrig — herunder blandt andet ført kampagne på sloganet "He kept us out of war" — så førte han i 1917 USA ind i krigen, da han i april 1917 bad Kongressen erklære Tyskland krig. USA havde under Wilson længe ført en politik, som favoriserede Ententemagterne i forhold til blandt andet økonomisk støtte og udlån, men den konkrette årsag til USA's indtræden i krigen var telegrammet fra Zimmermann, som dels omtalte en militæralliance mellem Tyskland og Mexico og derforuden omtalte en uindskrænkede ubådskrig. I 1918 fremlagde Wilson en 14-punkts fredsplan for Europa. Bl.a. stod der, at nationale mindretal skulle have selvbestemmelsesret m.h.t. hvilken stat, de ville tilhøre. Han var dybt engageret i fredsforhandlinger med Tyskland og var personligt involveret i udformningen af Versaillestraktaten. Ligeledes var Wilson drivkraften bag Folkeforbundet. Det lykkes ham dog aldrig at overtale Kongressen til at ratificere traktaten bag Folkeforbundet, hvorfor USA aldrig indtrådte i Folkeforbundet.
I oktober 1919 fik Wilson et slagtilfælde, der lammede ham. Hans sande tilstand blev efterfølgende forsøgt holdt skjul for offentligheden, ministre og politikere af bl.a. hans kone, Edith Wilson. Nogle mener, at Edith Wilson efterfølgende (fra slagtilfældet og frem til marts 1921) styrede landet, men dette er omstridt.
I 1919 modtog han Nobels fredspris for sin indsats i fredsforhandlingerne og for oprettelsen af Folkeforbundet.

## Privatliv

### Baggrund og opvækst
Woodrow Wilson blev født 28. december 1856 i Staunton, Virginia. Han var den tredje af fire børn og den første søn af Joseph Ruggles Wilson og Jessie Janet Woodrow, som var en familie af skotsk-irsk afstamning. Wilsons farfar havde immigreret til USA fra Strabane, County Tyrone, i Irland i 1807 og bosatte sig i Steubenville, Ohio, mens Wilsons morfar var flyttet fra Paisley i Skotland til Carlisle i England, inden han i slutningen af 1830'erne migrerede til Chillicothe, Ohio. Wilsons farfar James Wilson havde udgivet en avis, The Western Herald and Gazette, som gav udtryk for støtte til højere toldafgifter samt afskaffelse af slaveriet, mens Wilsons morfar Thomas Woodrow var pastor. Joseph havde mødt Jessie, mens hun gik på en skole for piger i Steubenville, og de to giftede sig den 7. juni 1849. Kort efter brylluppet blev Joseph ordineret som presbyteriansk præst og fik til opgave at tjene i Staunton, Virginia. Woodrow Wilson blev født i The Manse, et hus i Stauntons Første Presbyterian Kirke, hvor Joseph tjente. Inden Wilson var fyldt to år, flyttede familien til Augusta, Georgia.
Wilsons tidligste erindring var i en alder af tre år at have leget i hans gård i nærheden af porten til præstegård i Augusta, da han overhørte en forbipasserende fortælle, i afsky, at Abraham Lincoln var blevet valgt, og at en krig var forstående. Wilsons forældre identificerede sig med det sydlige USA og var loyale tilhængere af konføderationen under Den Amerikanske Borgerkrig. Wilsons far var en af grundlæggerne af den sydlige presbyterianske kirke i USA (PCUS), efter at den splittede sig fra de nordlige presbyterianere i 1861. Her blev han præst for den første presbyterianske kirke i Augusta, Georgia, hvor familien blev boede frem til 1870. Fra 1870 til 1874 boede Wilson i Columbia, South Carolina, hvor hans far var teologiprofessor ved Columbia Theological Seminary. I 1873 blev Wilson medlem af den første presbyterianske kirke i Columbia, hvilket han forblev medlem af hele sit liv.
Wilson gik på Davidson College i North Carolina i 1873–74, men skiftede året efter skole til College of New Jersey (i dag Princeton University). Her studerede han politisk filosofi og historie. Han blev her også valgt til sekretær for skolens fodboldforening, formand for skolens baseballforening og redaktør for elevavisen. I det stærkt omstridte præsidentvalg i 1876 erklærede Wilson sin støtte til Det Demokratiske Parti og dets nominerede, Samuel J. Tilden. Efter Wilson havde færdiggjort sin uddannelse fra Princeton i 1879, blev han optaget på University of Virginia School of Law. Dårligt helbred tvang dog Wilson til at forlade University of Virginia i utide, omend han fortsatte med at studere jura på egen hånd, mens han boede hos sine forældre i Wilmington, North Carolina. Wilson bestod senere den juridiske embedseksamen i Georgia, hvorefter han kortvarigt i 1882 forsøgte at etablere sin egen juridiske praksis i Atlanta. Selvom han fandt juridisk historie og retspraksis interessant, afskyede han de daglige proceduremæssige aspekter. Efter mindre end et år valgte han at opgive sin juridiske praksis for i stedet at forfølge sin interesse for at studere statskundskab og historie.

### Familie og ægteskab
Wilson mødte i 1983 Ellen Louise Axson – datter af en presbyteriansk præst fra Savannah, Georgia – og forelskede sig straks i hende. Wilson friede til hende i september 1883, hvilket hun accepterede. De blev dog enige om at udsætte brylluppet til efter Wilson havde færdiggjort sine studier. Ellen havde studeret på Art Students League of New York og havde efterfølgende arbejdet med at tegne portrætter. Hun havde dog accepteret at ofre yderligere karriere for i stedet at gifte sig med Wilson i 1985. Hun lærte tysk, så hun kunne hjælpe med at oversætte forskellige statsvidenskabelige værker, der var relevante for Wilsons forskning. Parrets første barn, Margaret, blev født i april 1886, og deres andet, Jessie, i august 1887. Deres tredje og sidste barn, Eleanor, blev født i oktober 1889. I 1913 giftede Jessie sig med Francis Bowes Sayre Sr., der senere blev udnævnt til højkommissær over Filippinerne. I 1914 giftede Eleanor sig med William Gibbs McAdoo, finansminister under Wilson og senere senator for Californien.

## Akademisk karriere

### Professor
I slutningen af 1883 blev Wilson indskrevet på det nyetablerede Johns Hopkins University i Baltimore til sin doktorgrad (i USA: en Ph.D). Johns Hopkins byggede på den humboldtske universitetsmodel og blev især inspireret af Tysklands historiske Heidelberg-universitet, idet forskning var en central del af dets akademiske mission. Wilson studerede blandt andet historie, statskundskab og tysk. Wilson håbede på at blive professor og skrev, at "et professorat var den eneste position for mig, det eneste sted, der ville give fritid til læsning og til originalt arbejde, den eneste strengt litterære køje med en tilknyttet indkomst." Wilson brugte meget af sin tid på Johns Hopkins på at skrive værket "Congressional Government: A Study in American Politics", der udsprang af en række essays, hvor han analyserede den føderale regerings virke. Han modtog en Ph.D. i historie og statskundskab fra Johns Hopkins i 1886, hvilket gør ham til den eneste amerikanske præsident, der har haft en Ph.D. (per. ultimo 2021). I begyndelsen af 1885 udgav Houghton Mifflin "Congressional Government: A Study in American Politics", som modtog god kritik. En anmelder kaldte det bl.a. "det bedste kritiske værk omhandlende den amerikanske forfatning, siden Federalist Papers."
I 1885 accepterede Wilson en stilling på det nyetablerede kvinde college Bryn Mawr College. Wilson underviste her fra 1885 til 1888. Han underviste bl.a. i græsk og romersk historie, amerikansk historie og statskundskab. Skolen havde kun 42 elever, som næsten alle var for passive til Wilsons smag. M. Carey Thomas, dekanen, var endvidere en stor feminist, og Wilson var i en bitter strid med skolens præsident om sin ansættelseskontrakt. Wilson forlod derfor skolen da første mulighed opstod, og fik ingen afskedsreception.
Wilson accepterede efterfølgende, i 1888, et job på Wesleyan University i Middletown, Connecticut. Her trænede han skolens fodboldhold, grundlagde et debathold og underviste i økonomi og vestlig historie.
Med hjælp fra nogle venner blev Wilson i februar 1890 ansat af College of New Jersey, som formand for retsvidenskab og politisk økonomi med en årsløn på $ 3.000 (svarende til $86.411 i 2020). Han fik hurtigt et ry som en overbevisende foredragsholder. I 1896 meddelte universitets præsident, Francis Landey Patton, at College of New Jersey fremover ville blive kendt som Princeton University. Et ambitiøst ekspansionsprogram fulgt med navneskiftet. Ved præsidentvalget i 1896 afviste Wilson den nominerede demokratiske kandidat William Jennings Bryan, idet han mente, at han var for venstreorienteret. Han støttede i stedet den konservative "Gold Democrat"-kandidat, John M. Palmer. Wilsons akademiske ry fortsatte med at vokse op gennem 1890'erne, hvilket afstedkom, at han modtog flere jobtilbud – som han dog alle afslog, herunder et tilbud fra Johns Hopkins og University of Virginia.
Wilson har udgivet flere forskellige værker og lærebøger, ligesom han har været regelmæssig bidragsyder med videnskabelige artikler og indlæg til diverse akademisk tidsskrift, herunder i tidsskriftet Political Science Quarterly. I Wilson første udgivelse, som var hans Ph.d.-afhandlingen fra Johns Hopkins University, Congressional Government (1885), beskrev han kritisk det amerikanske regeringssystem som "defekt" og argumenterede bl.a. for vedtagelsen af reformer, der ville flytte det amerikanske system tættere på et parlamentarisk system. Herunder udtrykte Wilson sig kritisk overfor magtdeling i den amerikanske forfatning, som han mente dels favoriserede Kongressen (den lovgivende magt) på bekostning af præsidenten (den udøvende magt), ligesom han mente, at forfatningen favoriserede den føderale stat over de enkelte delstater ret til selvbestemmelse. I Wilsons lærebog The State (1889), som blev anvendt af flere amerikanske colleges indtil 1920'erne, argumentere han for, at regeringer legitimt kunne fremme den generelle velfærd "ved at forbyde børnearbejde, ved at føre tilsyn med fabrikkernes sanitære forhold, ved at begrænse beskæftigelsen af kvinder i erhverv, der er skadelige for deres helbred, ved at indføre officielle test af renheden eller kvaliteten af solgte varer, [og] ved at begrænse arbejdstiden i visse brancher". I samme lærebog skrev Wilson også, at privat velgørenhedsarbejde skulle nedlægges og i stedet gøres til en "juridiske pligt for helheden", en holdning, der ifølge historikeren Robert M. Saunders syntes at indikere, at Wilson "lagde grunden til det moderne velfærdsstat." Wilsons tredje værk, Division and Reunion (1893), blev en flittigt anvendt universitetsbog til undervisning i amerikansk historie fra midten til slutningen af det 19. århundrede. Wilsons fjerde store publikation var et værk i fem bind, der blev udgivet i 1902 med titlen: A History of the American People. Wilsons gengivelse af amerikansk historik, særligt i A History of the American People (1902), bag præg af hans opvækst, herunder hans forældres støtte til Konføderation. A History of the American People (1902) er således centreret omkring det, som historikere i dag vil kalde Lost Cause-myten, hvor Wilson bl.a. italesætter "delstaters rettigheder" som en årsagsforklaring til den amerikanske borgerkrig.

### Præsident for Princeton University
Princetons bestyrelse forfremmede i juni 1902 Wilson til Princetons præsident. Wilson erstattede derpå Francis Landey Patton, som Princetons bestyrelse havde opfattede som en ineffektiv leder. Wilson ønskede, som han fortalte forskellige af skolens alumner, at "forvandle ubetænksomme drenge, der udfører opgaver, til tænkende mænd." Han forsøgte at hæve adgangsstandarderne og erstatte "gentleman's C" med seriøse studier. For at understrege denne udvikling indførte Wilson akademiske afdelinger og et system med kernekrav. Han indførte en præceptor-ordning, hvor studerende fremadrettet skulle mødes i grupper af seks under vejledning af en præceptor (eller lærerassistent). For at finansiere disse nye programmer anlagde Wilson en ambitiøs og vellykket fundraising-kampagne, der overbeviste alumner som Moses Taylor Pyne og filantroper som f.eks. Andrew Carnegie til at donere til skolen. Wilson udnævnte den første jøde og den første romersk-katolske til fakultetet, ligesom han var medvirkende til at den konservative presbyterianeres dominans i skolens bestyrelse forsvandt. Han arbejdede også for at holde afroamerikanere ud af skolen, selvom andre Ivy League-skoler accepterede et lille antal sorte.
Wilsons bestræbelser på at reformere Princeton gjorde ham kendt på nationalt plan, men gav sig også til udtryk i forringet helbred. Således vågnede Wilson i 1906 og fandt sig selv blind på venstre øje, hvilket var et resultat af en blodprop og forhøjet blodtryk. Nutidens mediciner og læger antager, at Wilson havde lidt af et slagtilfælde – han fik senere diagnosen, som også Wilsons far havde fået, åreforkalkning. Han begyndte, ligesom sin far, at udvise tegn på utålmodighed og intolerance, hvilket nogle gange udmøntede sig i dårlig dømmekraft. Dårligt helbred var noget der præget Wilson gennem hele livet – dette var således hverken Wilsons første eller sidste slagstilfælde.
I forbindelse med en ferie på Bermuda i 1906 mødte han Mary Hulbert Peck. I henhold til forfatteren August Heckscher var der tale om en affære mellem Wilson og Peck, omend dette ikke endeligt er blevet fastlåset af diverse historikere. Wilson sendte også meget personlige breve til hende, som senere blev brugt mod ham af hans modstandere.
Efter at have reformeret skolens læseplan og etableret en præceptor-ordning, forsøgte Wilson dernæst at begrænse den sociale overklasses indflydelse på Princeton ved at afskaffe overklassens særlige spiseklubber. Wilson foreslog ligeledes, at flytte eleverne ind på kollegier, men denne plan blev mødt med voldsom modstand fra Princetons alumner. Som følge af massiv alumni-modstand, beordrede Princetons bestyrelse i oktober 1907 Wilson til at trække sin plan om at flytte eleverne ind på kollegier tilbage. Mod afslutningen af Wilsons embedsperiode som præsident for Princeton havde han en konfrontation med Andrew Fleming West, dekan for Princetons graduate-skole (skole for kandidat og ph.d.), ligesom han også havde en konfrontation med den tidligere amerikanske præsident Grover Cleveland, som var medlem af Princetons bestyrelse og en af Wests allierede. Wilson ønskede at integrere en foreslået ny graduate-skolebygning i centrum for universitets campus, mens West foretrak en mere fjerntliggende beliggenhed. I 1909 accepterede Princetons bestyrelse en gave/donation til graduate-skolen som var betinget af, at den nye graduate-skolebygning blev placeret uden for campus centrum.
Som følge af det voksende konfliktniveau og modstanden mod hans anbefalinger og beslutninger, blev Wilson mere og mere utilfreds med sit job og begyndte i stedet at overveje en anden karrierevej inden for politik. Forud for det demokratiske nationale konvent i 1908 signalerede Wilson overfor indflydelsesrige personer i Det Demokratiske Parti, at han var interesseret i at opstille som præsidentkandidat. Deltagere ved det demokratiske konvent betragtede hans ideer som både fantasifulde og virkelighedsfjerne, men om ikke andet havde Wilson gjort opmærksom på sig selv.
McGeorge Bundy beskrev i 1956 Wilsons bidrag til Princeton, som at "Wilson havde ret i sin vision om, at Princeton skulle være mere end et vidunderligt, behageligt og anstændigt hjem for søde unge mænd; det har det været lige siden hans tid".

## Guvernør af New Jersey (1911-1913)
Det havde lykkes Wilson i januar 1910 at få gjort opmærksom på sig selv over for James Smith Jr. og George Brinton McClellan Harvey, to ledere af New Jerseys Demokratiske Parti, som en potentiel kandidat i det kommende guvernørvalg. Efter at have tabt de seneste fem guvernørvalg besluttede de demokratiske ledere i New Jersey at kaste deres støtte bag Wilson, en uprøvet og ukonventionel kandidat. Partiledere mente, at Wilsons akademiske ry gjorde ham til den ideelle talsmand mod de nuværende magtindehavere og korruption, men de håbede samtidig, at hans manglende politiske erfaring ville gøre ham let at påvirke og manipulere. Wilson accepterede nomineringen på betingelse af, at det var overladt il ham "enstemmigt og uden løfter til nogen om noget."
Det lykkes efterfølgende Wilson at sikre den demokratiske nominering ved partikonventet i New Jersey. Han indgav efterfølgende sin opsigelse til Princeton den 20. oktober 1910. Wilsons kampagne fokuserede på løfter om, at han ville være uafhængig af partichefer. Han fralagde sig hurtigt sin professorstil til fordel for en mere modig fremføring, hvor han præsenterede sig selv som en progressiv politiker. Selvom republikaneren William Howard Taft havde vundet New Jersey ved præsidentvalget i 1908 med mere end 82.000 stemmer, besejrede Wilson solidt den republikanske modkandidat Vivian M. Lewis med en margin på mere end 65.000 stemmer. Demokraterne vandt samtidig også kontrol over det ene af de to lovgivende kamre i New Jersey, general assembly, ved valget i 1910, selvom statens senat forblev på republikanske hænder. Efter at have vundet valget, udnævnte Wilson Joseph Patrick Tumulty til sin private sekretær, en stilling han havde gennem hele Wilsons politiske karriere.
Wilson begyndte med det samme at formulere sin politiske dagsorden, som byggede på et stort reformprogram og ignorere de krav som partitoppen stillede. Således bad James Smith Jr. om, at Wilson støttede hans kandidatur til det amerikanske senat, men Wilson nægtede og støttede i stedet Smiths modkandidat James Edgar Martine, som havde vundet det demokratiske primærvalg. Martines sejr i Senatsvalget hjalp Wilson med at positionere sig selv som en relativ uafhængig kandidat blandt Det Demokratiske Parti i New Jersey. New Jersey havde, da Wilson indtrådte som guvernør, et ry som en korruptionsplaget delstat. Således var delstaten kendt som "Mother of Trusts", fordi delstaten tillod virksomheder som Standard Oil at undslippe forskellige antitrust-love. Wilson og hans allierede fik hurtigt vedtaget Geran-loven, som indskrænkede diverse politikeres magt ved at kræve primærvalg for alle embeder og partiembedsmænd. Ligeledes blev en lov som indskrænkede den korrupte praksis i New Jersey, samt en lov der forbedrede arbejderes løn og arbejdsforhold, som Wilson støttede, vedtaget. Wilson vandt national og tværpolitisk ankerkendelse som en reformator og en leder af den progressive bevægelse, som direkte konsekvens af hans succes med at få vedtaget store love i sine første måneder af sin guvernørperiode.
Republikanerne genvandt i begyndelsen af 1912 kontrollen over New Jerseys general assembly, hvorfor Wilson brugte en stor del af sin resterende embedsperiode på at nedlægge veto mod lovforslag. Ikke desto mindre fik han vedtaget en lov, der begrænsede kvinder- og børnearbejde samt forbedrede arbejdsforholdene for fabriksmedarbejder. Wilson nedsatte et særligt råd for uddannelse, som havde beføjelser "til at udføre inspektioner og håndhæve standarder, regulere distrikternes lånemyndighed og kræve særlige klasser for studerende med handicap." Kort før Wilson forlod embedet, underskrev han en række antitrust-love kendt som de "Syv Søstre", såvel som en anden lov, der fjernede beføjelsen til at udvælge juryer fra den lokale sherif.

## Præsidentvalget i USA 1912

### Det Demokratiske Partis kandidatur
Efter valget som guvernør i New Jersey i 1910 blev Wilson anset som en fremtrædende præsidentkandidat for det Demokratiske Parti i 1912. Han kontroverser med partitoppen i New Jersey havde endvidere forstærket hans omdømme blandt den stigende progressive bevægelse. Ud over støtte fra de progressive, fik Wilson også støtte fra Princeton-alumner såsom Cyrus McCormick og sydstats demokratere såsom Walter Hines Page, der mente, at Wilsons baggrund som en sydstatsmand gav ham bred appel. Selvom Wilsons skifte til en venstreorienterede politik vandt manges beundring, skabte det også fjender såsom bl.a. George Brinton McClellan Harvey, en tidligere Wilson-tilhænger, der havde tætte bånd til Wall Street. I juli 1911 ansatte Wilson William Gibbs McAdoo og "oberst" Edward M. House til at styre sin kampagne. Forud for det demokratiske nationale konvent i 1912 gjorde Wilson en særlig indsats for at forsøge at vinde opbakning fra den tredobbelte demokratiske præsidentkandidat William Jennings Bryan, hvis tilhængere stort set havde domineret Det Demokratiske Parti siden præsidentvalget i 1896.
Speaker i Huset Champ Clark fra Missouri blev af mange anset som frontløberen for nomineringen, mens en anden fremtrædende demokrat i Repræsentanternes Hus Oscar Underwood fra Alabama blev anset som Clarks største udfordrer. Clark fandt opbakning blandt Bryan-fløjen af partiet, mens Underwood appellerede til de konservative Bourbon-demokrater, særligt demokratere fra syden. Ved de demokratiske primærvalg, vandt Clark flere af de tidlige delstater, men Wilson sluttede stærkt af med sejre i Texas, det nordøstlige og i Midtvesten. Ved den første præsidentafstemning ved det demokratiske konvent vandt Clark et flertal af delegerede; hans støtte fortsatte med at vokse, efter at en stor organisation fra New York, Tammany Hall, valgte at støtte ham ved den tiende afstemning. Tammany Halls støtte til Clark endte dog med at give bagslag, da Bryan meddelte, at han ikke ville støtte nogen kandidat, der havde deres opbakning, hvilket afstedkom at Clark begyndte at miste delegerede ved de efterfølgende afstemninger. Wilson fik støtte fra de to fremtrædende demokratere Roger Charles Sullivan og Thomas Taggart ved at love vicepræsidentskabet til Indianas guvernør Thomas R. Marshall, hvorefter flere sydlige delegationer flyttede deres støtte fra Underwood til Wilson. Wilson vandt endelig to tredjedele af stemmerne ved konventets 46. afstemning, og Marshall blev udnævnt til Wilsons vicepræsidentkandidat.

### Præsidentvalget
Ved præsidentvalget i 1912 var Wilson to primære modstandere den republikanske kandidat og siddende præsident William Howard Taft samt tredjepartskandidaten Theodore Roosevelt fra det Progressive Parti. En fjerde kandidat var Eugene V. Debs fra Socialist Party. Roosevelt havde tidligere været amerikansk præsident i perioden 1901 til 1909 for det Republikanske Parti, men havde brudt med partiet ved deres nationalkonvent i 1912, efter at Taft snævert havde genvundet nominering som republikansk præsidentkandidat over netop Roosevelt. Roosevelt havde været utilfreds med Tafts mere konservative retning, og havde som følge heraf først udfordret Tafts kandidatur ved det republikanske konvent og senere oprettet sit eget parti, det Progressive Parti, som skulle udfordre Taft ved selve præsidentvalget i 1912. Denne splittelse i det republikanske parti gjorde demokraterne særdels håbefulde i forhold til deres muligheder for at generobre præsidentposten for første gang siden 1892.
Roosevelt skulle vise sig at være Wilsons største udfordrer, og Wilson og Roosevelt førte stort set kampagne mod hinanden på trods af, at begge kampagner var bygget op om en progressive platforme, der opfordrede til en interventionistisk centralregering. Wilson instruerede sin kampagneformand, Henry Morgenthau, om ikke at acceptere bidrag fra virksomheder og til i stedet at prioritere mindre donationer fra den bredere befolkning. Under valgkampen hævdede Wilson, at det var statens opgave "at foretage de tilpasninger som muliggjorde, at enhver mand kunne kræve sine normale rettigheder." Med støtte fra Louis D. Brandeis, udviklede Wilson sin New Freedom-platform, der især fokuserede på at bryde monopoler op og sænke toldsatserne. Brandeis og Wilson afviste Roosevelts forslag om at etablere et magtfuldt styrelse, der havde til opgave at regulere store selskaber, og favoriserede i stedet at nedbryde de store selskaber for at skabe nogle mere lige økonomiske spilleregler.
Wilson førte en livlig kampagne, hvor han rejste landet rundt og afholdte adskillige taler. Det lykkes ham i sidste ende at vinde præsidentvalget i 1912, hvor han modtog cirka 42% af stemmerne på landsplan og 435 af de 531 valgmandsstemmer. Roosevelt modtog størstedelen af de resterende valgmandsstemmer og 27,4% af stemmerne. Taft modtog 23,2% og stemmerne og kun 8 valgmandstemmer, men Debt modtog 6% af stemmerne på landsplan. Samtidig genvandt demokraterne et flertal i Repræsentanternes Hus, ligesom det også – for første gang siden 1892 – lykkes demokraterne at vinde et flertal i Senatet. Wilsons sejr gjorde ham til den første person fra Sydstaterne, der vandt et præsidentvalg siden borgerkrigen, og den første demokratiske præsident siden Grover Cleveland forlod embedet i 1897. Ligeledes er han den første præsident, der har haft en Ph.D.

### Udgivelser af Woodrow Wilson
- Woodrow Wilson (1885): Congressional Government: A Study in American Politics. Houghton, Mifflin and company. ISBN 978-1484926093 (se også pdf-udgave her).
- Woodrow Wilson (1889): The State: Elements of Historical and Practical Politics. A Sketch of Institutional History and Administration. D.C. Heath & Company.
- Woodrow Wilson (1893): Division and Reunion, 1829-1889. New York, London, Longmans, Green, and Co.

- Woodrow Wilson (1902): A History of the American People (Vol. 1). New York and London, Harper & brothers. ISBN 978-0674955950.
- Woodrow Wilson (1902): A History of the American People (Vol. 2). New York and London, Harper & brothers. ISBN 978-0674955950.
- Woodrow Wilson (1902): A History of the American People (Vol. 3). New York and London, Harper & brothers. ISBN 978-0674955950.
- Woodrow Wilson (1902): A History of the American People (Vol. 4). New York and London, Harper & brothers. ISBN 978-0674955950.
- Woodrow Wilson (1902): A History of the American People (Vol. 5). New York and London, Harper & brothers. ISBN 978-0674955950.
- Woodrow Wilson (1902): The Cambridge modern history [Wilson har skrevet afsnittet "States Rights 1850-1861", s.405-442]. New York Macmillan

### Anvendt litteratur i artiklen
- Auchincloss, Louis (2000): Woodrow Wilson. Viking. ISBN 978-0-670-88904-4
- Berg, A. Scott (2013): Wilson. Simon & Schuster. ISBN 978-0-7432-0675-4
- Bragdon, Henry W. (1967). Woodrow Wilson: the Academic Years. Belknap Press. ISBN 978-0-674-73395-4.
- Clements, Kendrick A. (1992): The Presidency of Woodrow Wilson. University Press of Kansas. ISBN 978-0-7006-0523-1.
- Cooper, John Milton Jr. (2009): Woodrow Wilson. Knopf Doubleday Publishing Group. ISBN 9780307273017
- Gould, Lewis L. (2008): Four Hats in the Ring: the 1912 Election and the Birth of Modern American Politics. University Press of Kansas. ISBN 978-0-7006-1856-9.
- Heckscher, August (1991): Woodrow Wilson. Easton Press. ISBN 978-0-684-19312-0
- Mulder, John H. (1978): Woodrow Wilson: The Years of Preparation. Princeton University Press. ISBN 978-0-691-04647-1
- Pestritto, Ronald J. (2005): Woodrow Wilson and the Roots of Modern Liberalism. Rowman & Littlefield. ISBN 978-0-7425-1517-8.
- Ruiz, George W. (1989): "The Ideological Convergence of Theodore Roosevelt and Woodrow Wilson". Presidential Studies Quarterly. 19 (1): 159–177. JSTOR 40574572
- Saunders, Robert M. (1998): In Search of Woodrow Wilson: Beliefs and Behavior. Greenwood Press. ISBN 978-0-313-30520-7.
- Walworth, Arthur (1958): Woodrow Wilson, Volume I, Volume II. Longmans, Green.
- White, William Allen (2007) [1925]: Woodrow Wilson – The Man, His Times and His Task. Read Books. ISBN 978-1-4067-7685-0

### Anden litteratur
- Ambrosius, Lloyd (2002): Wilsonianism: Woodrow Wilson and His Legacy in American Foreign Relations. Palgrave Macmillan. ISBN 978-1403960092.
- Morton, Brian (2008): Woodrow Wilson: USA (Makers of the Modern World). Haus Publishing. ISBN 978-1905791620